# ポーランド航空5055便墜落事故

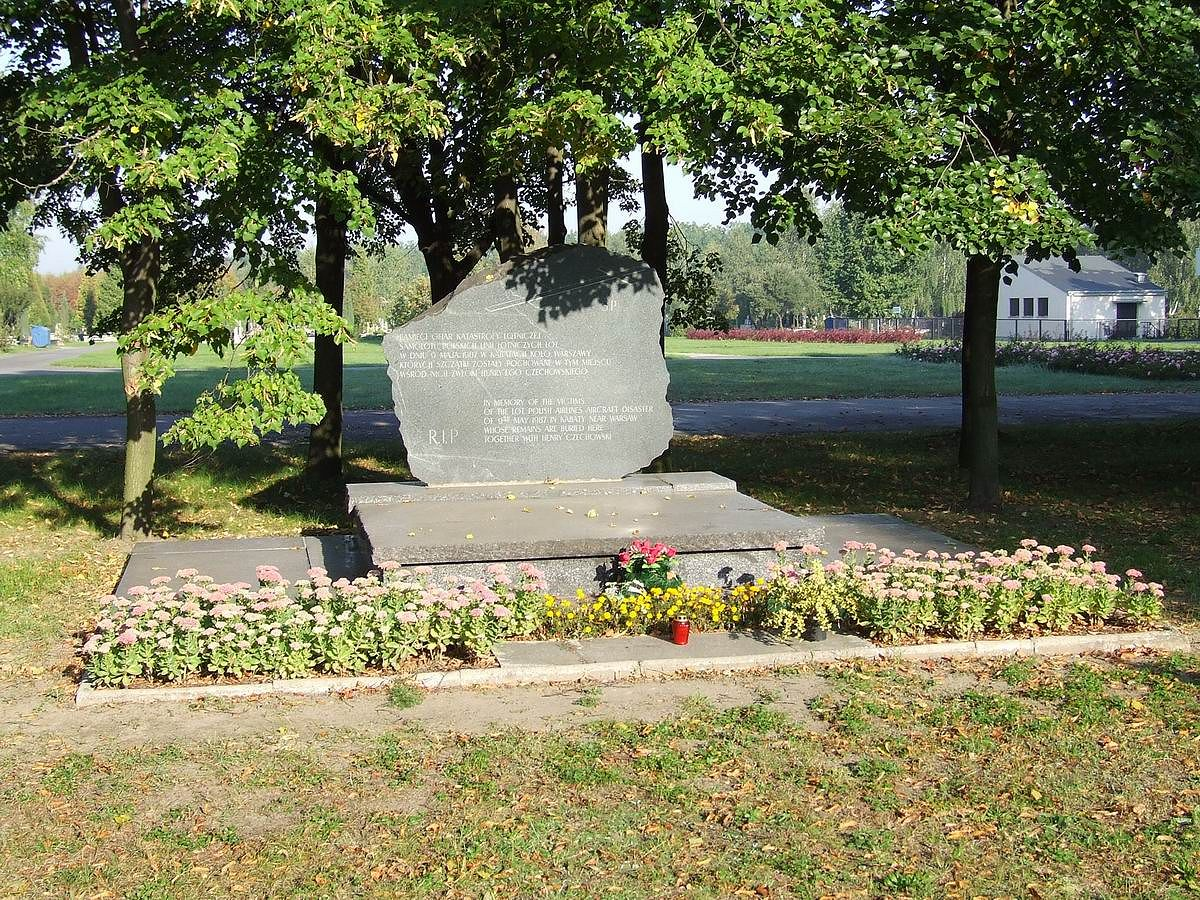
墓碑

LOTポーランド航空5055便墜落事故（Katastrofa lotnicza w Lesie Kabackim）は、1987年5月9日にLOTポーランド航空のイリューシンII-62Mがワルシャワ郊外のカバティの森内の自然保護区に墜落した航空事故である。事故機はタデウシュ・コシチュシュコと名づけられていた。

## 経緯

### エンジン爆発、火災発生
事故機は午前10時18分にワルシャワ・ショパン空港(当時はワルシャワ・オケンチェ空港と呼称されていた)を離陸、ニューヨークのジョン・F・ケネディ国際空港へ向かった。10時41分、高度8200メートルでエンジン火災を起こした。パイロットは異常を感じ緊急降下、最寄のグダニスク空港に向かおうとしたが、II-62の着陸には最大107トン以内でなければならず、離陸時に167トンの航空燃料を積載した同機は10時41分までに6トンしか燃料を消費していなかったため、機はワルシャワに向かった。
10時53分、荷物室で爆発が起こった。この原因ははっきり断定されていないが、燃料タンクから漏れた蒸気が充満しそれが爆発したものと見られている。機体火災は急速に広がっていた。エンジンから荷物室に燃え広がった火災は最後の数分には客室まで拡がったと見られている。
パイロットはいったんは軍用飛行場であるモドリン空港に向かおうとしたが機体火災への対処や医療機器の充実しているワルシャワ空港へ飛び続けた。この決断について、事故当時は「軍人が旅客機が軍用飛行場に緊急着陸してはいけないと信じており、モドリン空港は緊急着陸許可の要請を拒否した」とする説が唱えられていた。しかし近年の調査では、実際にはモドリン空港への着陸許可は、乗務員の問い合わせから2分以内の10時54分に得られたということが実証されている。しかし、モドリン空港の消火設備や救急設備がワルシャワ・オケンチェ空港のそれと比べて劣っていたことや、モドリン空港の技術的情報(滑走路の状態や気象状況など)が不足していたことから、乗務員はワルシャワへの帰還を決定した。

### 緊急着陸の試み、墜落
パイロットはワルシャワ空港に南から緊急着陸を試み、33番滑走路での着陸を試みるため180度機体の方向を変えたが機体の燃え広がりは急速に進み、機体は炎や黒煙につつまれていた。電気系統の故障から緊急時の燃料投棄システムは故障し墜落の瞬間、機体には32トンの燃料が残っていた。
11時09分、高度4900フィート、時速480kmで空港までおよそ10kmのところで左旋回した。ピアセチュノの町の上空を通過した際に機体はフゴイド運動をしていたという。最後の瞬間、機首は左に11度傾き、12度下に向いたまま時速480kmで地表に激突した。機首は地表に激突した際につぶれており機体の残骸は370m×50mの範囲に散乱した。
コクピット内のボイスレコーダーには11時12分13秒に"Dobranoc! Do widzenia! Cześć, giniemy!"（『お休み、さよなら!さよなら、もうだめだ!』）という言葉が残っており、これがボイスレコーダーに記録された最後の音声だった。直後の衝撃音で録音は終わっている（これらの音声は管制にも送信されており、外部リンクで聞くことができる）。
この事故で幼児1名を含む乗客172名（アメリカ人乗客は17名）、11名の乗員全員が死亡した。

### 事故発生直後の状況
事故直後に消防隊員が現場に向かったが消防車が大きく、森の中を通ることができず現場にたどりつくことができなかった。この日は晴れて暖かく多くの市民が休養のためにカバティの森を訪れており事故後に現場に向かった。公式報告書によると略奪も行われたと記録されている。しかしいくつかの非公式の報告書によると現金や貴重品の略奪は後に行われたと報告されている。例えば、Halina Domeracka のパスポート、遺言書、写真、メガネは現場から発見されたが400米ドルや10000ポーランドズウォティは見つからなかった。
墜落による火災は地表にも燃え広がったが195名の消防隊員によって12時までに消し止められた。事故後183名の遺体が収容されたが62名は個人の特定ができなかった。

## 事故後

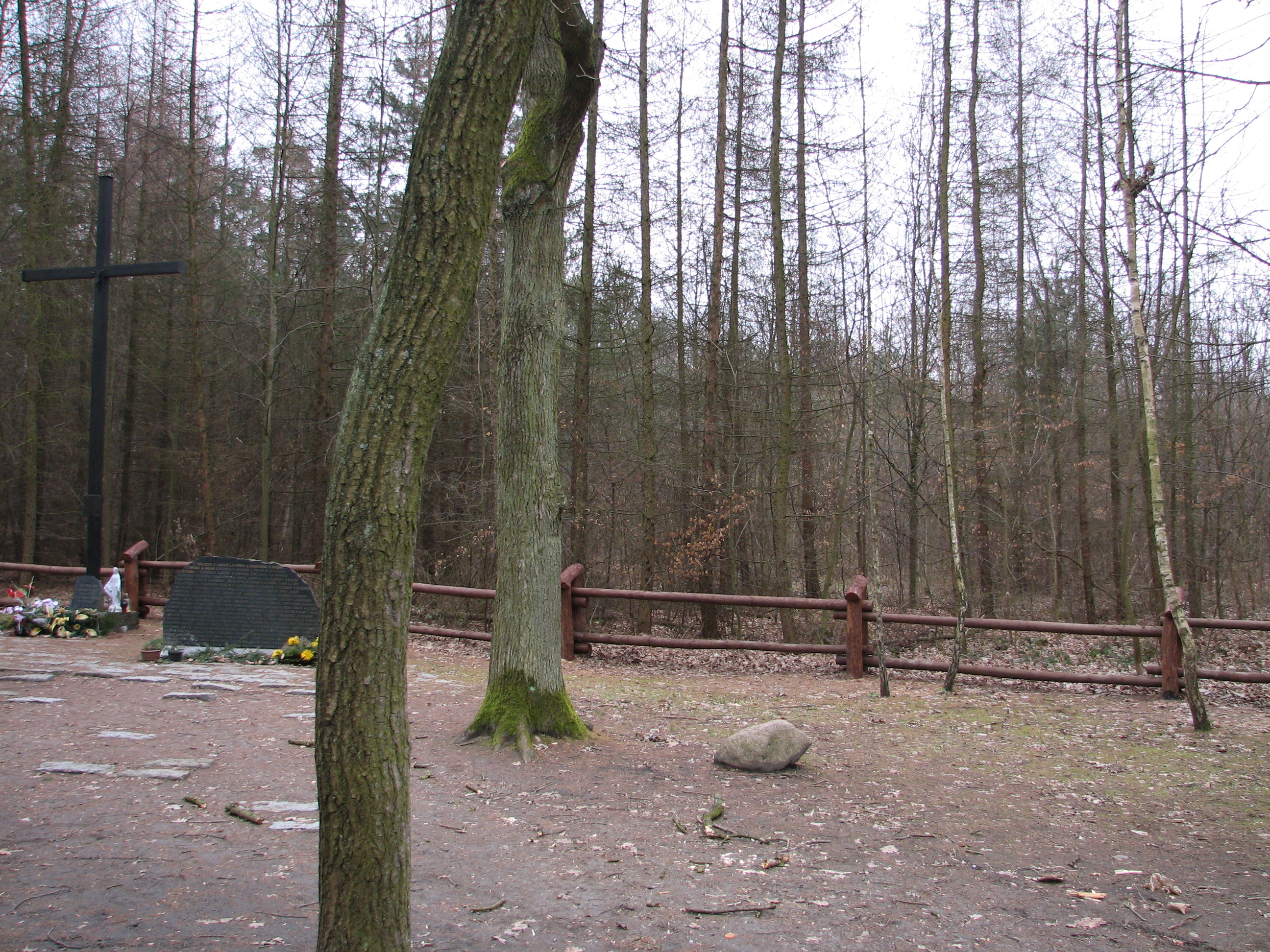
現場の様子（2009年）

乗員は全員死後表彰され、機長はポーランド復興勲章を受章した。乗員の国葬は5月23日に行われ、下記のポーランド航空007便墜落事故で亡くなった乗員の墓から100メートル離れたところに墓が造られた。事故から2日後の日が喪に服する日と定められ、ローマ教皇のヨハネ・パウロ2世を始め多くの公人が犠牲者の家族に対して弔意を述べた。
ポーランドの事故調査委員会は事故原因を7年前に起きたLOTポーランド航空007便墜落事故（同じIl-62がワルシャワ近郊に墜落、乗員乗客87人全員が死亡）と同様に第2エンジン内の製造時の不正な手抜きにより急速に摩耗が進んでいたベアリングの金属疲労によるエンジントラブル、メカニズムの欠陥であると結論づけたがソビエト連邦のエンジニア、デザイナーはこれに反論している。
事故調査委員会による報告はモスクワに送られたが受け取りを拒否され、ソ連のエンジニアはパイロットのミスが原因でエンジンにトラブルが発生したと報告した。ソ連側の圧力にも負けずポーランドの事故調査委員会は意見を変更せず、最終的にはソ連のエンジニアや政治家は事故責任を認めた。
事故直後、ポーランド航空はII-62に代わる新たな航空機を購入することはできずII-62に改修を施した。
改修のポイントは
- 飛行制御システムの倍増
- エンジンシャフトなどの改良
- 貨物室の煙感知器を更新、エンジンの火災感知器を更新
- 貨物室の可燃性物質を不燃性物質と交換
- 全フライト後のエンジン潤滑油の検査の実施

などであった。
1989年の東欧革命後、ポーランド航空はボーイング767の購入を始め、最後に残ったII-62は1991年にウクライナに売却された。
機体が墜落した現場は3ヶ月できれいにされた後、新しい木が植えられた。現場には黒い十字架のある記念碑が建てられており183名の犠牲者の名前が記されている。
1987年以降、ワルシャワからアメリカ合衆国への航路は変更されておらず現場上空を通過するが、その際乗員は1分間の黙祷をささげ続けている。